# Copa del Món de Futbol de 1970 - Grup 4
El Grup 4 de la Copa del Món de Futbol 1970, disputada a Mèxic, estava compost per quatre equips, que s'enfrontaren entre ells amb un total de 6 partits. Els dos millors classificats passaren a jugar la segona fase, els quarts de final.

## Integrants
El grup 4 està integrat per les seleccions següents:
| Alemanya Occidental | Perú | Bulgària | Marroc |
| ------------------- | ---- | -------- | ------ |

## Classificació
| Pos | Equip               | PJ | PG | PE | PP | GF | GC | DG | Pts | Classificació           |
| --- | ------------------- | -- | -- | -- | -- | -- | -- | -- | --- | ----------------------- |
| 1   | Alemanya Occidental | 3  | 3  | 0  | 0  | 10 | 4  | +6 | 6   | Avança a la segona fase |
| 2   | Perú                | 3  | 2  | 0  | 1  | 7  | 5  | +2 | 4   | Avança a la segona fase |
| 3   | Bulgària            | 3  | 0  | 1  | 2  | 5  | 9  | −4 | 1   |                         |
| 4   | Marroc              | 3  | 0  | 1  | 2  | 2  | 6  | −4 | 1   |                         |

## Partits

### Perú vs Bulgària
| Perú                                        | 3–2     | Bulgària                    |
| ------------------------------------------- | ------- | --------------------------- |
| Gallardo 50' · Chumpitaz 55' · Cubillas 73' | Informe | Dermendjiev 13' · Bónev 49' |

### Alemanya Occidental vs Marroc
| Alemanya Occidental     | 2–1     | Marroc    |
| ----------------------- | ------- | --------- |
| Seeler 56' · Müller 80' | Informe | Jarir 21' |

### Perú vs Marroc
| Perú                           | 3–0     | Marroc |
| ------------------------------ | ------- | ------ |
| Cubillas 65', 75' · Challe 67' | Informe |        |

### Alemanya Occidental vs Bulgària
| Alemanya Occidental                                 | 5–2     | Bulgària                  |
| --------------------------------------------------- | ------- | ------------------------- |
| Libuda 20' · Müller 27', 52' (p.), 88' · Seeler 67' | Informe | Nikodimov 12' · Kolev 89' |

### Alemanya Occidental vs Perú
| Alemanya Occidental  | 3–1     | Perú         |
| -------------------- | ------- | ------------ |
| Müller 19', 26', 39' | Informe | Cubillas 44' |

### Bulgària vs Marroc
| Bulgària    | 1–1     | Marroc        |
| ----------- | ------- | ------------- |
| Zhechev 40' | Informe | Ghazouani 61' |